# Corrida landesa

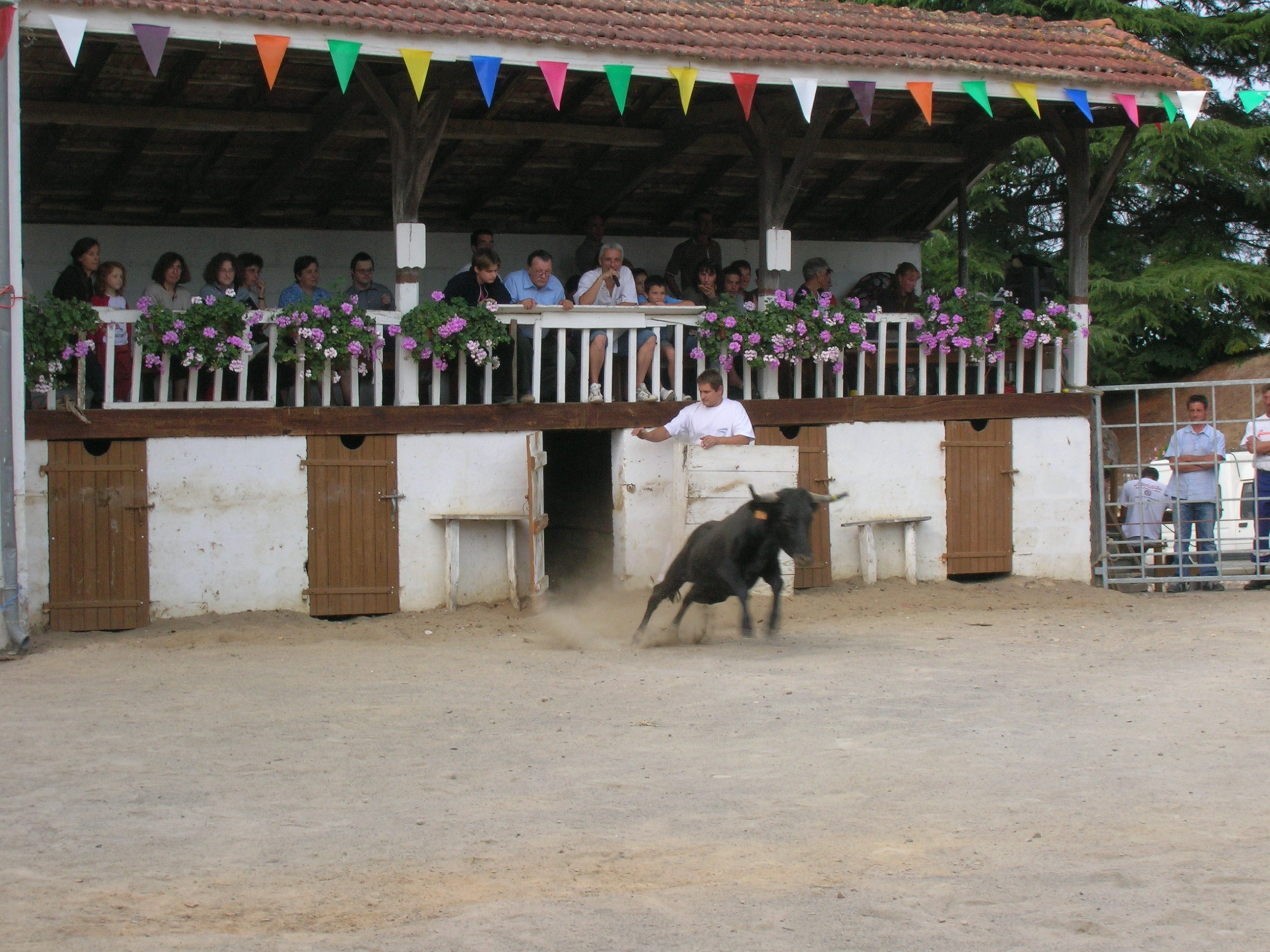
Corrida landesa en la plaza de toros de Baigts, salida de la vaca

La corrida landesa es un deporte practicado principalmente en los departamentos franceses de las Landas y Gers de la región de Nueva Aquitania, reconocido por el Ministerio de Salud y Deportes y gestionado por la Federación Francesa de la corrida landesa. También es una tradición taurina perteneciente al patrimonio cultural gascón.

## Presentación

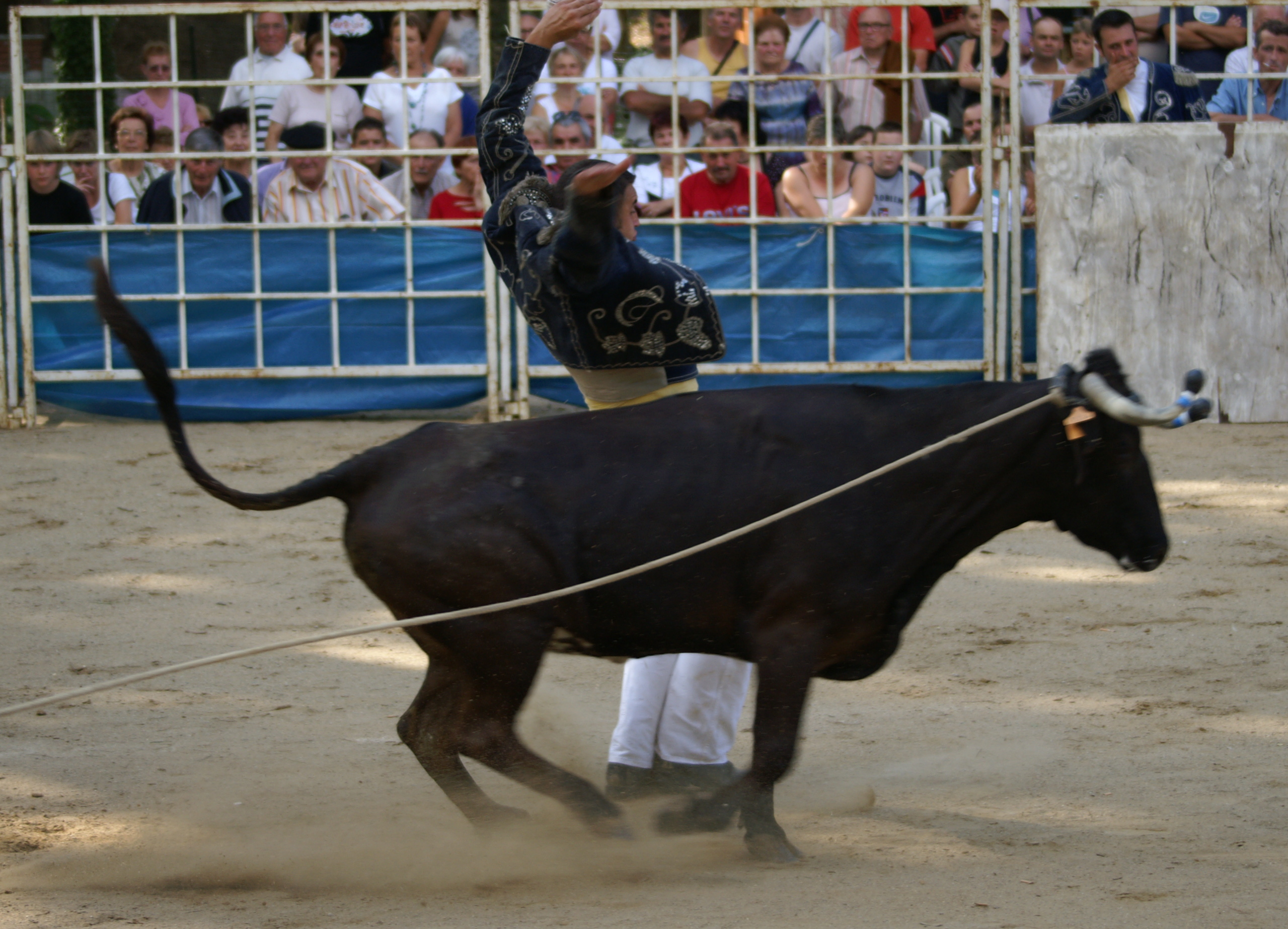
Un quebrador en acción

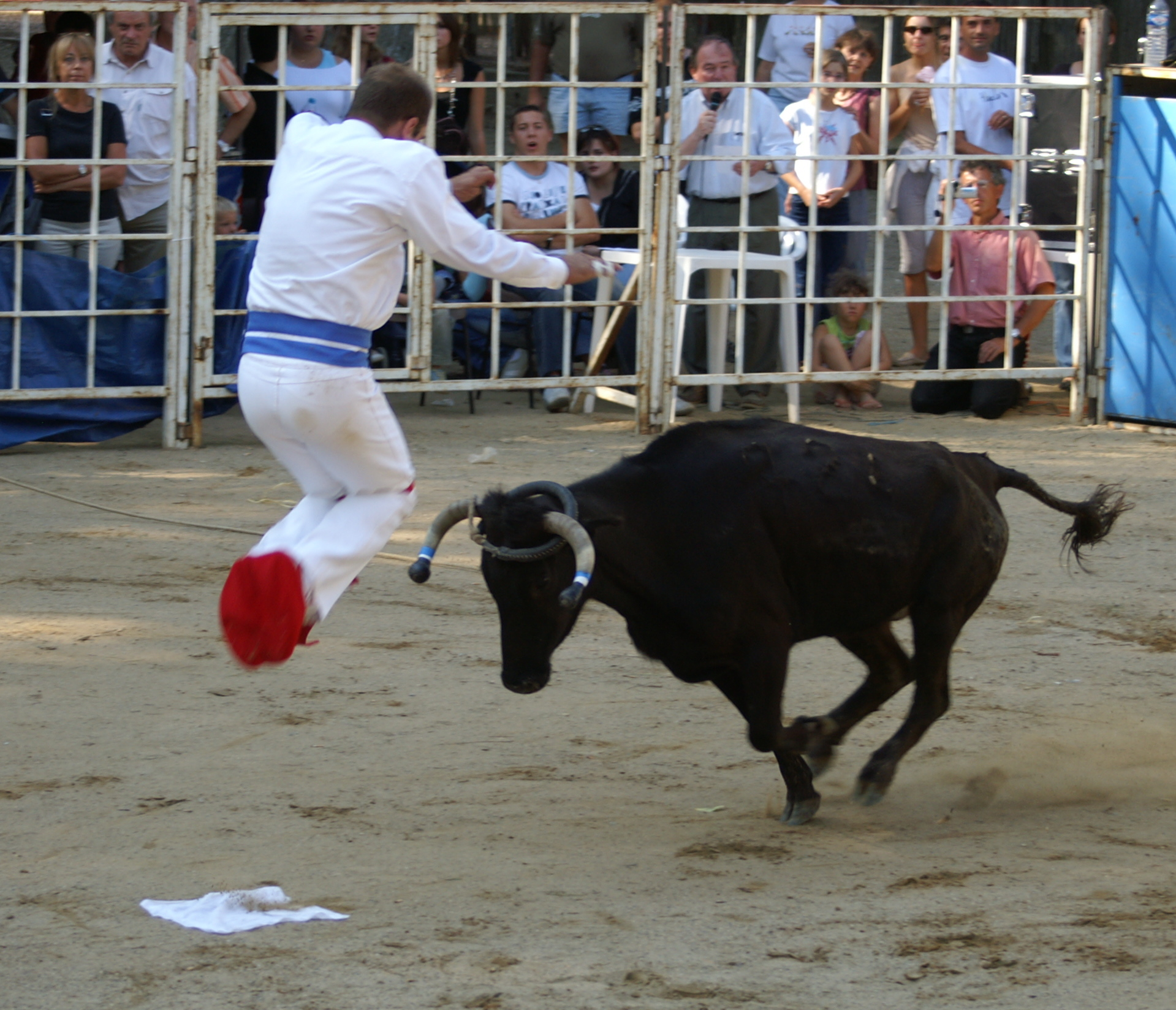
Un saltador en acción

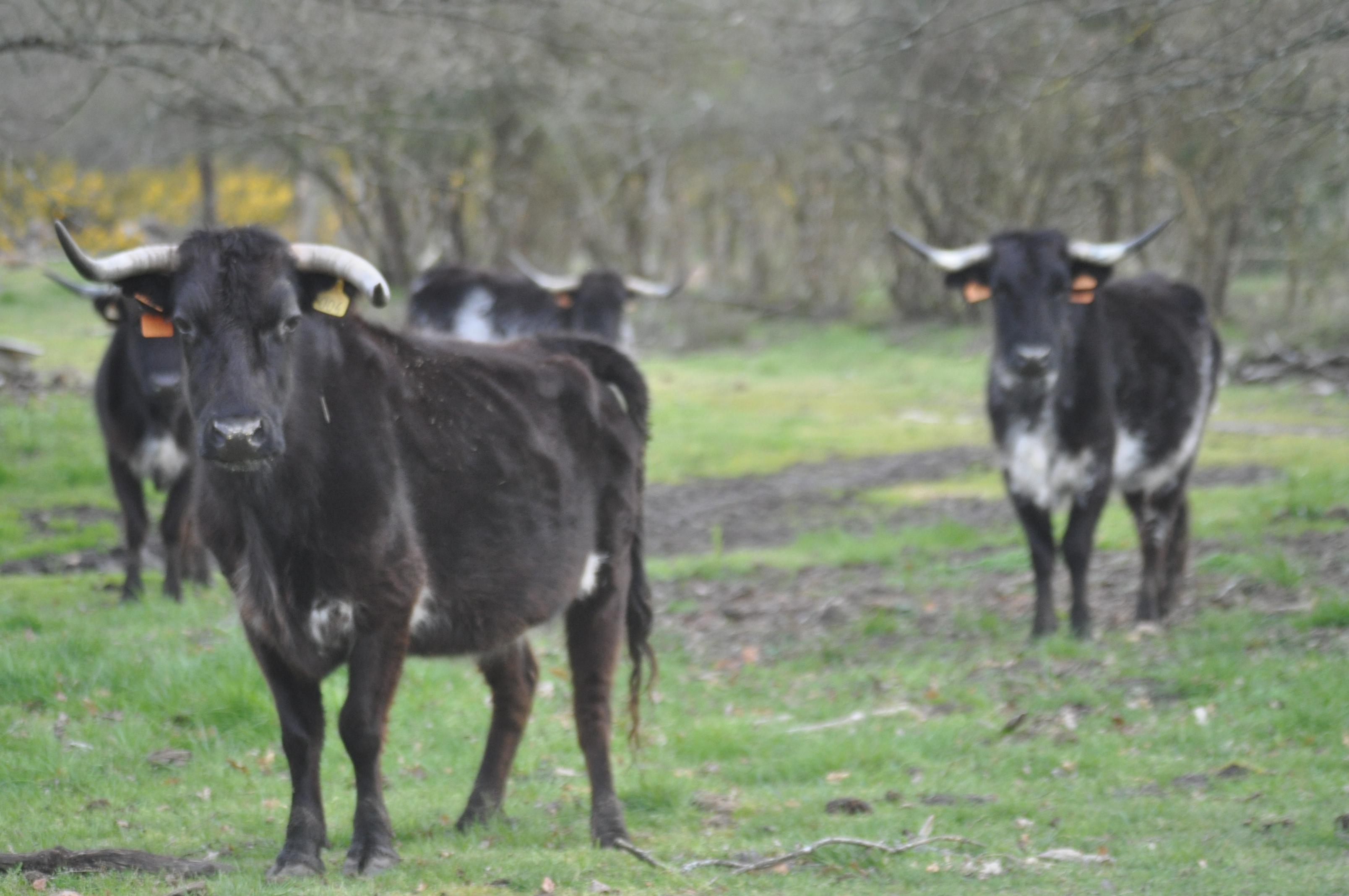
Crianza en las Landas

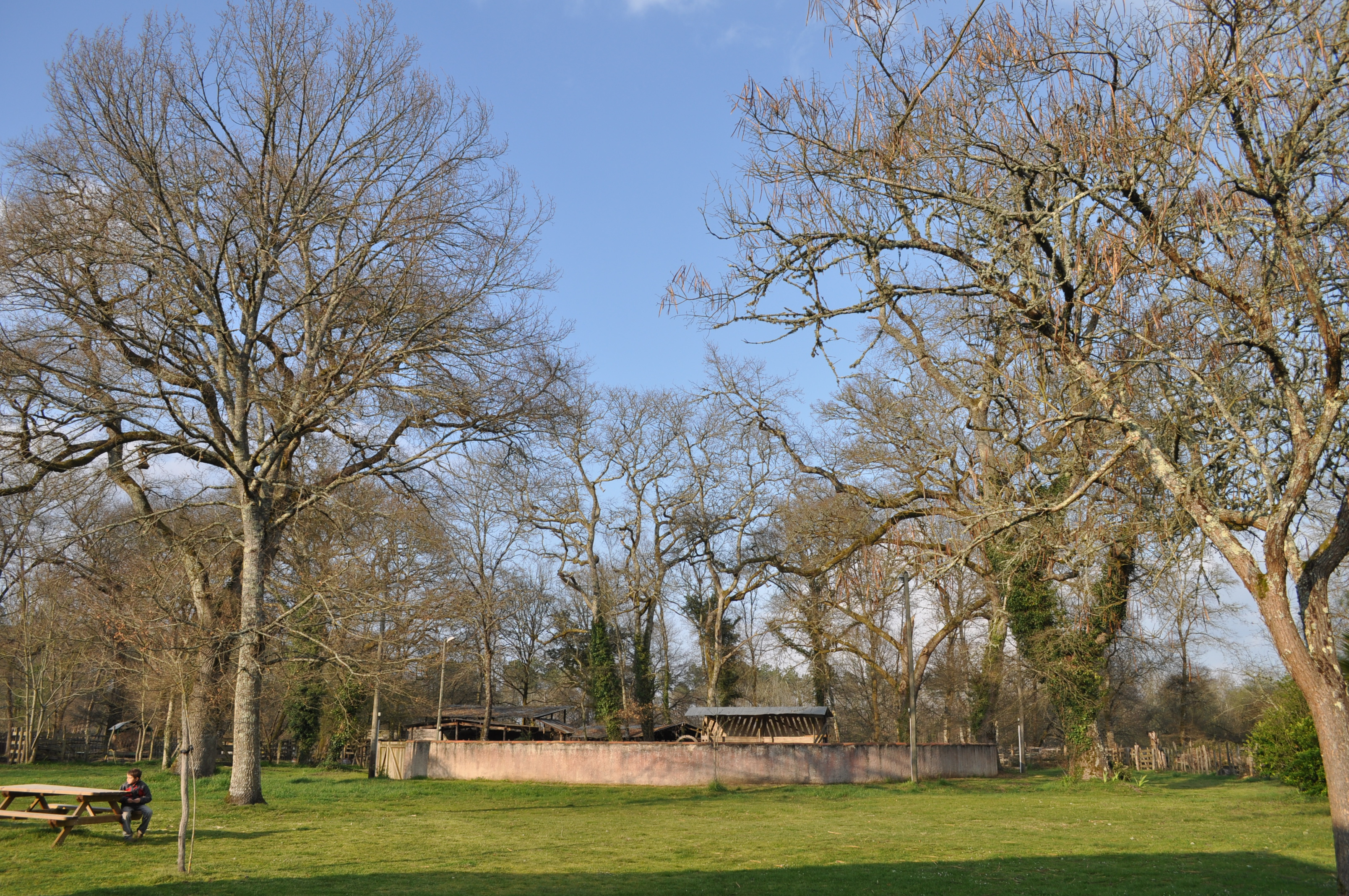
Tentaderos de control de calidad de la cría

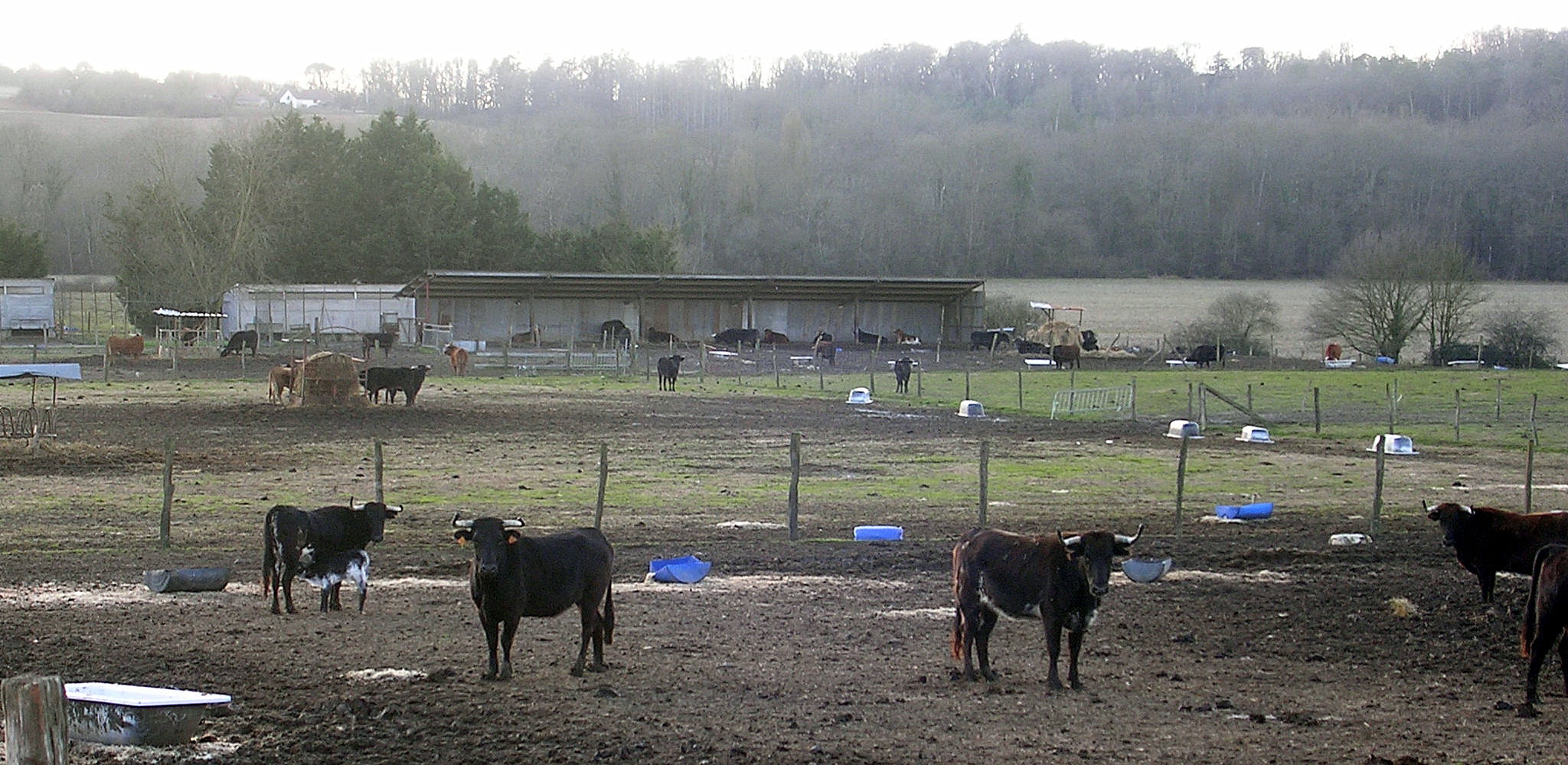
Ganadería en Chalosse

La corrida landesa, deporte tradicional de los gascones, sigue siendo hoy en día el acontecimiento central de las fiestas de los pueblos. Su forma moderna se remonta a 1830.
Es una de las cuatro formas de la corrida de toros que se practican en el mundo. Se diferencia de las otras (corrida de toros, corrida de toros portuguesa y corrida camarguesa) por ciertas particularidades: la primera es que se practicá casi exclusivamente con vacas (vacas landesas) y no con toros.
Se practica en todo el departamento de las Landas, en la mitad occidental del Gers, en Garlin (Pirineos Atlánticos), en Captieux (Gironda) y en Maubourguet y Castelnau-Rivière-Basse (Altos Pirineos). Todas estas ciudades tienen plazas de toros, infraestructura obligatoria para poder organizar corridas.
Los toreros landeses, hoy deportistas de alto nivel, se enfrentan a vacas de pelea de raza española (brava, toro de lidia) que llamamos «mensajeros», criadas por ganaderos ubicados en las Landas, principalmente entre Dax (Landas) y Aire-sur-l'Adour (Landas). Cada cría tiene su cuadrilla, o cuadrillas de toreros, y sus divisas.

### Los toreros
Los toreros, que en gascón se llaman localmente coursayres, se dividen en dos categorías:
- Los quebradores, personajes imprescindibles de la raza landesas, que esperan a la vaca en el ruedo antes de esquivarla en el último momento, abriéndose así un hueco. Esto puede ser «fuera de», «dentro» (es decir, en el lado de la cuerda y por lo tanto fuera de la protección del cordal) o cuerda de tierra.
- Los saltadores esperan a la vaca y realizan un salto sobre la vaca cuyo recorrido debe ser recto. Son, con raras excepciones, gimnastas.[5]

En el pasado, algunos grandes atletas se han distinguido tanto en las líneas laterales como en los diversos saltos (salto de ángel, salto mortal o "saltar los pies en la boina" también llamado "saltar juntos").
La técnica más apreciada por los puristas fue durante mucho tiempo el hueco, es decir, el momento en el que el torero esquiva los cuernos de la vaca pasando la cabeza del animal por el hueco de su lomo arqueado.
La escuela taurina de Pomarez es el único centro de formación de las corridas landesas.

### Las vacas
Las vacas, también llamadas "coursières" son las hembras de los toros de lidia (no confundir con las vacas landesas). Todas tienen un nombre y más o menos valoradas según sus cualidades de su lucha. Son llevadas a las plazas de toros. Se instala una cuerda alrededor de sus cuernos para que puedan colocarse durante el combate en la plaza.
Una vez iniciada la corrida, las vacas salen en un orden preestablecido, lideradas por un cordelero (courdayre en Gascón) y dos entrenadores. Estos colocan a la fiera de cara al torero al final de la pista y la dejan correr cuando los toreros citan al animal. El cordal debe él por un rápido tirón de la cuerda seguido de una liberación para permitir el paso de los cuernos.
Quince ganaderos (o ganaderos ) crían alrededor de 1500 vacas en semilibertad, más de la mitad de las cuales nacieron en las Landas. Se respeta el mantenimiento del carácter salvaje del animal y su instinto ofensivo. Los ganaderos más importantes compran cada año en España alrededor de 100 vacas jóvenes, de las ganaderías de toros bravos de la provincia de Salamanca, para complementar sus ganaderías.
Por lo general, la vaca ingresa por primera vez a la plaza sin cuerdas a la edad de tres o cuatro años, y continúa su corrida hasta los trece. Entonces puede vivir más de veinte años. Pesa entre 300 kg  (el peso de un toro está entre 450 kg).

## Cuatro tipos de corrida landesa

### Corrida formal
Es la corrida de referencia, la que siguen asiduamente las pistas durante toda la temporada. Aquí es donde se construye la reputación de los hombres y las vacas. Dura alrededor de 2 h y 15 min con intermedio. Siempre comienza con el desfile de esparcidores (paseo), al son de la Marcha Cazérienne interpretada por la armonía, que luego acompaña con música las hazañas de la corrida.
Para la temporada, cinco ganaderías y cinco equipos de hombres (cuadrillas) están comprometidos en un equipo y la competencia individual. En una corrida, la cuadrilla está formada por siete esparcidores de boleros y cuatro hombres de blanco (el saltador, los dos entrenadores y el cordal). Este tipo de raza se descubre principalmente en Chalosse, en Tursán, en Armañac, en el norte de Bearne y Bigorra.
Un mínimo de diez vacas están encerradas en las cajas. En la primera parte salen ocho entre una vaca para saltar, una vaca sin cuerda y una vaca del Futuro (vaca que empieza con cuerda) y cinco vacas para esparcir con cuerda. En la segunda parte, habrá seis salidas, cinco de las cuales serán despedidas y una saltada.
Al final de la corrida, el jurado anuncia los resultados individuales de cada actor y la puntuación de la vaca. Este resultado se utilizará para calcular el “desafío” al que se enfrentan las cinco cuadrillas durante la temporada; el jurado también designa a los tres mejores esparcidores de la corrida que son invitados a subir a l'Escalot para obtener la copa y los premios que se otorgan a los esparcidores que hayan realizado los diez mejores esparcidores en dos vacas diferentes.

### Competición landesa
Al igual que las corridas formales, reúne a profesionales pero compitiendo entre sí. Dependiendo del presupuesto de la organización, el cartel presenta de dos a cinco ganaderías, cada una con un número de mensajeros fijados por contrato. Los esparcidores y saltadores son elegidos individualmente por la organización de acuerdo con sus propios criterios; la mayoría de las veces son sin distinción de cuadrilla los mejor colocados en el escalot : la clasificación oficial de la corridas landesa. Cada competición tiene su propio reglamento registrado en la Federación Francesa de la corridas landesa.
Estos concursos son, por tanto, una oportunidad para reunir a las mejores vacas de cada ganadería en competición y enfrentarlas a los mejores toreros del momento. La dificultad viene del hecho de que cada hombre se enfrenta a vacas que conoce poco. Es la prueba principal de la corridas landesa, la más disputada y también la más peligrosa. Las grandes competiciones de cinco ganaderías tienen lugar en Aire-sur-l'Adour, Saint-Sever, Nogaro (la corrida del Cuerno de Oro cada 14 de julio), en Mont-de-Marsan (Landas) como preámbulo de las fiestas de la Madeleine, en agosto en Hagetmau (Landas) y Dax (Landas) con motivo de las fiestas de Dax, que es la más antigua. Cada año se organizan unos diez concursos.

### Corrida mixta
También llamadas corridas de segunda categoría. Las razas mixtas están más abiertas a un público aficionado. Estas corridas se desarrollan en dos partes : la primera parte es una corridas formal con vacas no muy fogosas, la segunda parte está reservada para juegos de arena, también llamados toro-ball o toro-piscina, donde el público puede participar y que inspiró los concursos de Intervilles . Muchas corridas mixtas se organizan cerca de los balnearios de la Costa de Plata: atraen principalmente a visitantes de verano. Algunos, adaptados a este público, solo incluyen la parte divertida.

### Intervalos o toroball
Este formulario solo presenta juegos. A menudo, a través de este tipo de juego, muchos gascones tienen su primer contacto con las vacas. Cada verano se ofrecen alrededor de cien intervalos.

## Las competiciones

### Los principales eventos anuales
La Federación y los comités organizadores asociados organizan diferentes niveles de competencia de marzo a octubre. Además de las corridas formales (una ganadería y su cuadrilla) organizadas durante las fiestas de la mayoría de los pueblos y ciudades gasconas, las principales reuniones anuales son :
Competición de desafío
Se celebran unas 110 corridas anuales. Esto permite designar, al final de la temporada, al spreader y al saltador ganador del escalot (pequeña escala, en Gascón ), la clasificación oficial de la corridas landesa. Los seis mejores spreaders y los cuatro mejores saltadores participan al final de la temporada en la final del Campeonato de Francia de quebradores y saltadores, tradicionalmente el primer domingo de octubre. Cinco formaciones de " el segundo »Participa solo en la competición individual : el escalot.
Competición individual
En cada corrida formal: Podio de ganadores del día
En cada concurso
En el campeonato de Francia
Competición por equipos
Recortes de cuadrillas

### El jurado
En competición (corrida de desafío y competición landesa), todas las cifras son puntuadas por un jurado asistido por un contador y un asesor (ver écarteur y sauteur para su método de puntuación). Forman parte del organismo de arbitraje de la Federación Francesa de la corrida landesa. Después de tres años de prácticas, son cooptados por los de mayor edad y esta elección es confirmada por el Comité Directivo de la FFCL. También en el órgano arbitral, un delegado deportivo vela por el buen funcionamiento de la corrida en todos sus aspectos: seguimiento de la normativa deportiva, calidad de la pista, dispositivo de seguridad. Es el representante oficial de la FFCL y tiene el poder de actuar en su nombre si es necesario.
En 2007, implementa nuevas medidas más estrictas, vigentes en todas las demás federaciones deportivas, vinieron a fortalecer la autoridad de los jurados, que puede ser impugnada. Les basta con mostrar un pañuelo amarillo para avisar al jefe de cuadrilla, el único autorizado para hablar con el jurado. Un pañuelo rojo sigue si es necesario, lo que resulta en penas más severas para el infractor.

### Clasificación del ganado
La corrida landesas es el arte de enfrentar y esquivar la agresividad natural de la vaca que, en el transcurso de las corridas, aprende rápidamente el comportamiento del hombre y trata de contrarrestarlo anticipándose a su hueco o cortándolo con sus patas. A medida que la vaca adquiere más experiencia, el papel del cordal se vuelve cada vez más importante para liderar la carga de la bestia. Todas las vacas tienen un cuerno preferencial con el que son más peligrosas. Por lo tanto, el écarteur girará sobre el cuerno fácil mientras que el cordal se coloca junto al cuerno duro. Es este detalle el que le da más valor a la brecha dice "interior".
Para determinar la clasificación, distinguimos cuatro categorías:
- 1 a 3 puntos: vacas nuevas, suaves e inocentes, que se adaptan bien a la cuerda, permitiendo un trabajo agradable y seguro.
- 3 a 4 puntos: las vacas brillantes y rápidas, que pasan sin saludar, inclinan la cabeza bajo los golpes y permiten que el esparcidor se exprese con riesgos reducidos.
- 5 a 6 puntos, 7 u 8 si es " en curso": vacas duras, a veces difíciles, no siempre rápidas, que causan problemas a los esparcidores.
- 9 a 10 puntos: vacas peligrosas, que dominan al hombre y la arena o por el contrario que son dominadas magistralmente por el hombre que asume todos los riesgos.

Las vacas del futuro
- 1 a 5 puntos: para presentación (morfología, tamaño de los cuernos)
- 1 a 10 puntos: por comportamiento en la pista (inicio, fogoso, posicionamiento y actividad)
- 1 a 10 puntos: por el trabajo del torero, generalmente experimentado que, frente a estas vacas, tiene como misión principal destacar las cualidades de esta vaca joven para la corrida landesas.[6]

## Las plazas de toros

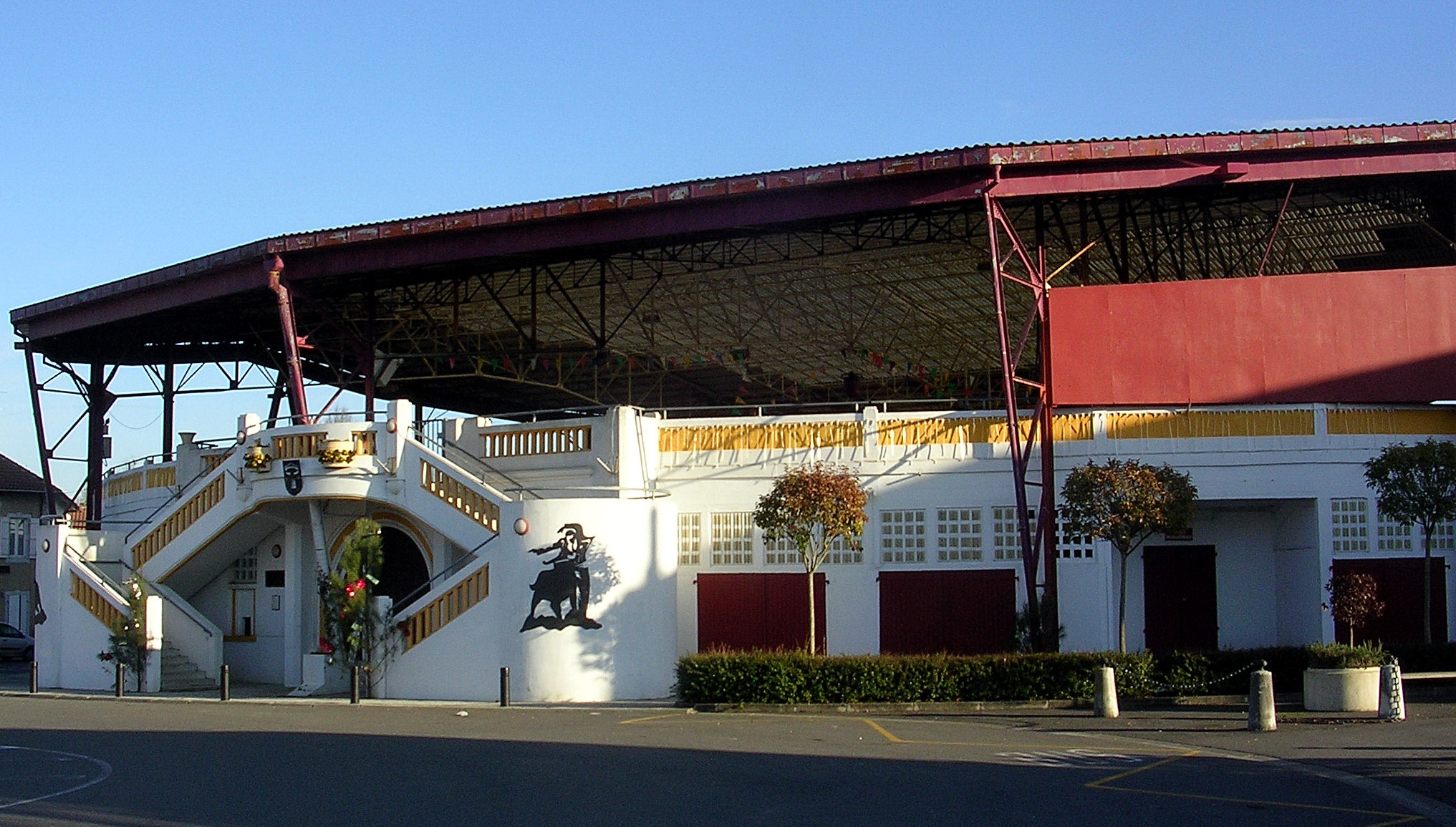
Plaza de toros cubierta de Pomarez, una ciudad apodada "La Meca de la corrida landesa"

Hasta finales del Siglo XIX, el ruedo era solo la plaza del pueblo o el recinto ferial cerrado por carros colocados en círculo para la ocasión. A continuación, se esboza un modelo de las pistas de corridas landesas, que comprende una pista rectangular (40 × 30 m²) redondeada en un extremo. El piso de tierra debe ser lo suficientemente duro para que la vaca y el esparcidor o el saltador y el cordal puedan sostenerse.
En 2004, había 164 plaza de toros de corrida landesa aprobados por la Federación. En realidad, hay alrededor de 180 de ellos, pero algunos ya no se pueden utilizar. Tursan, Chalosse, Armañac, el valle del Río Adur, el norte de Bearne y Bigorra tienen 80 plazas de toros más activas.
Los escenarios de las corridas landesas se distinguen por la necesidad escenográfica ligada a la lógica del juego. Según el Consejo de Arquitectura Urbana y Medioambiental de las Landas (CAUE des landes), hay plaza de toros semipermanentes, plaza de toros hispano-landesas o plazas de toros, anfiteatros con gradas orientadas, anfiteatros cubiertos de madera, plazas de pueblos españoles y plazas españolas. Las plazas pueden tomar muchas formas : oblongo, en herradura o rectangular. Ahora forman parte del patrimonio local. Un trofeo premia las mejores arenas floridas.
El pueblo de Pomarez en Chalosse tiene la plaza de toros cubierta. Es considerado como "La Meca de la corridas landesas". Organiza el festival de arte y coraje enfrentando a los participantes a toros de lidia.

## Una música, una capilla, un museo.
La música acompaña y da ritmo a todos los momentos del espectáculo. Interpretada por una armonía o bandas, el repertorio es principalmente español. Sin embargo, se escribió un himno para los retractores de corridas landesa, a principios del siglo XX: Marche Cazérienne. Acompaña a los actores en la apertura y final de la corrida.

La capilla de Notre-Dame-de-la-Course landesa, ubicada en Bascons, es un santuario y lugar de peregrinación para la corridas landesas. Frente a la capilla se encuentra el monumento a los muertos de la corridas landesas, y junto a él, el museo de la corrida landesa, dedicado a la conservación y puesta en valor de documentos y objetos relacionados con este juego gascón.

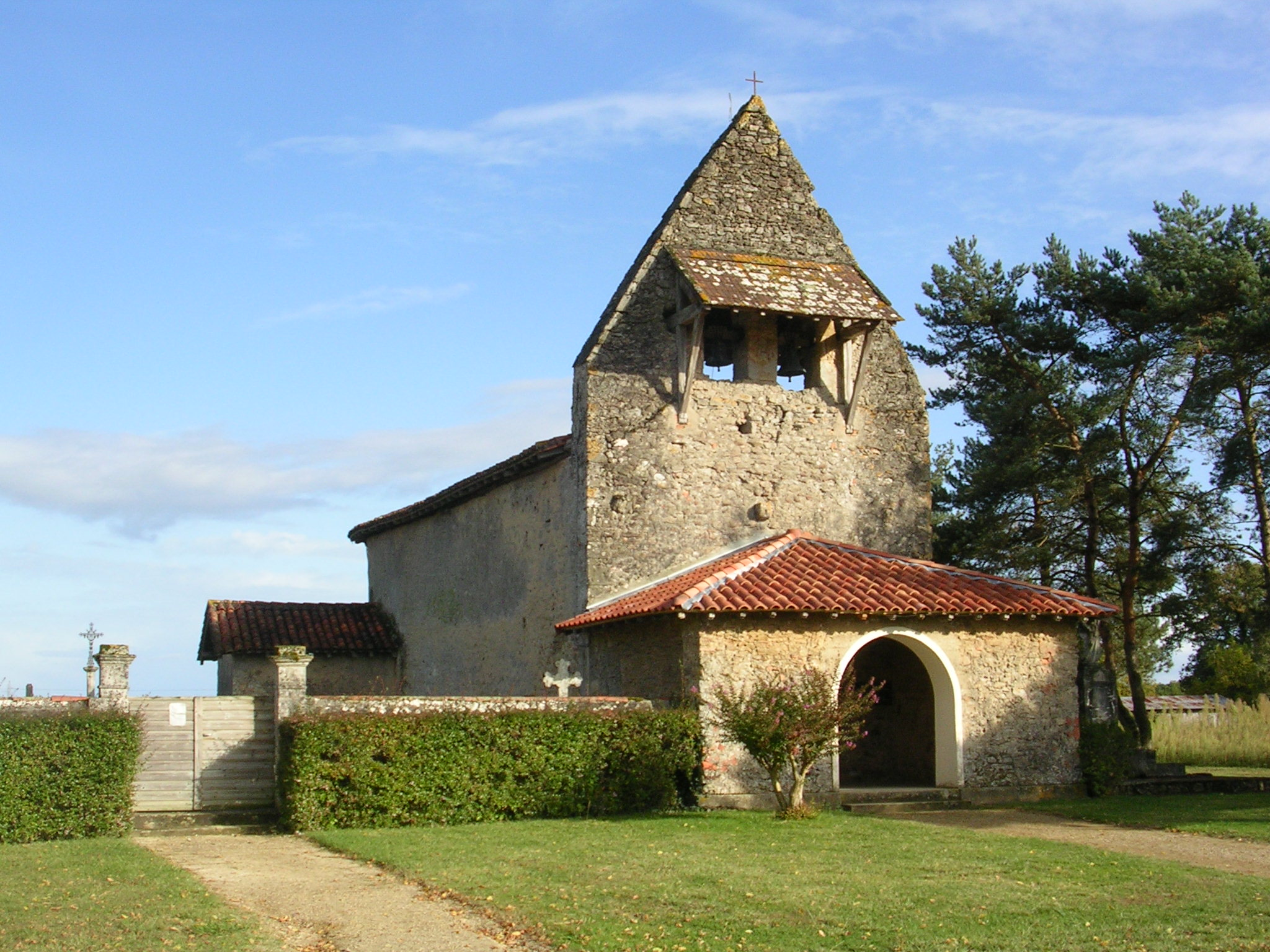
Notre-Dame-de-la-Course landaise
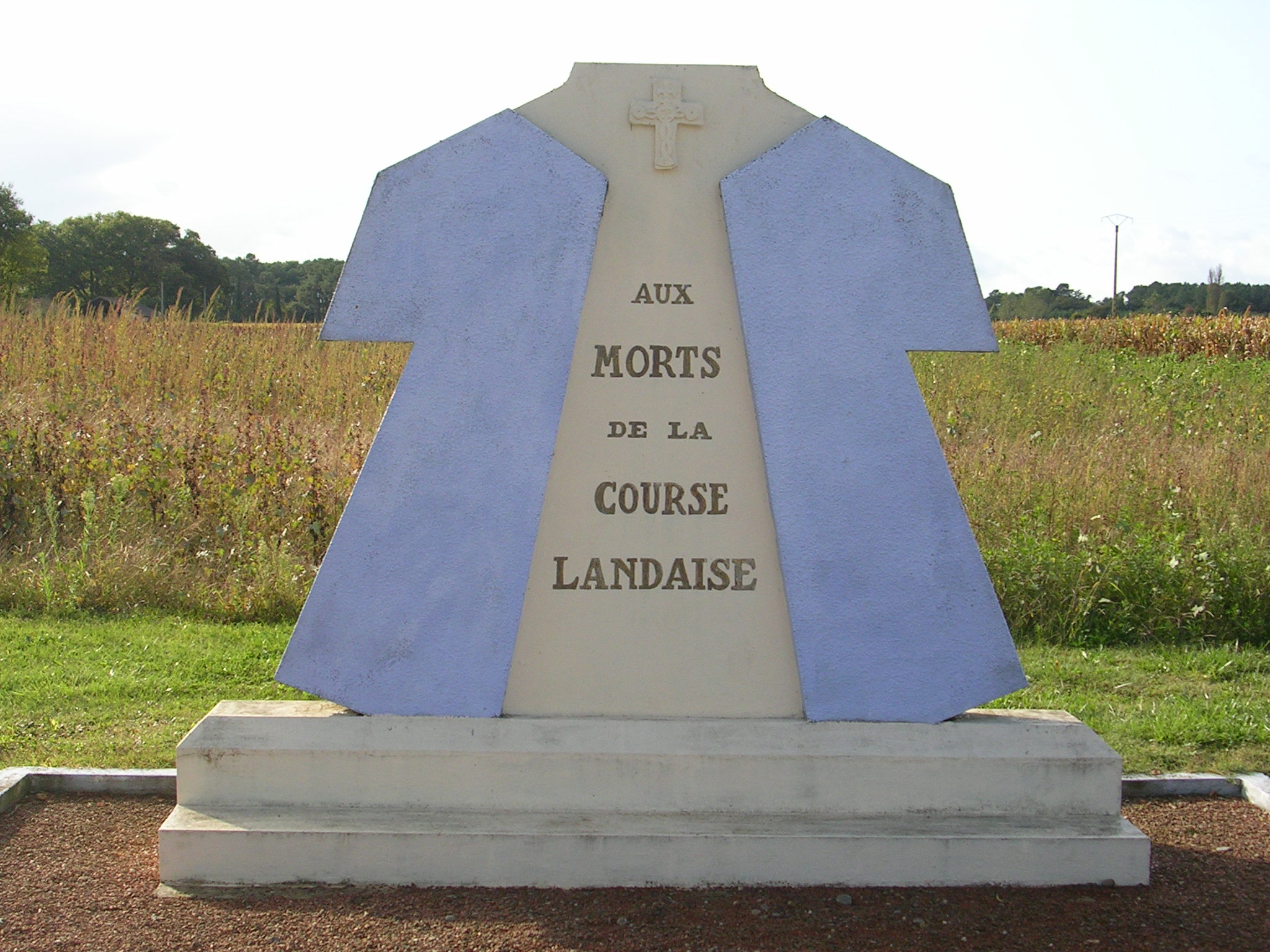
Monumento a los muertos de la corrida landesa en Bascons
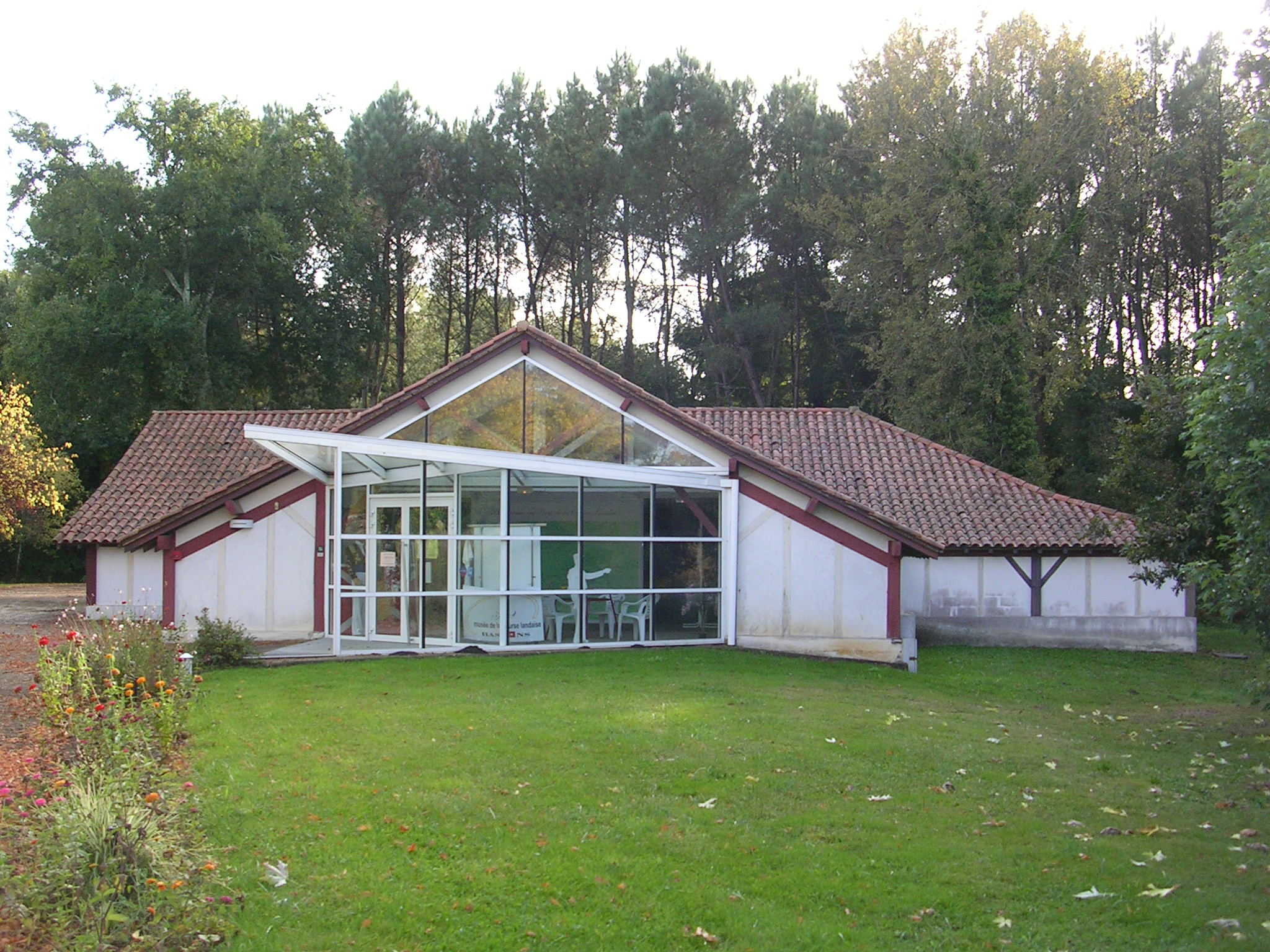
Museo de la carrera de las Landas

## Historia
Durante siglos, se ha informado de la existencia de juegos organizados en torno a las vacas en el suroeste de Francia. El documento auténtico más antiguo conservado en los archivos nacionales en 1457 menciona una costumbre ancestral de hacer correr vacas y bueyes por las calles de Saint-Sever (Landas) durante las celebraciones de San Juan. Asimismo, en La Teste-de-Buch (Gironda), la tradición quería que las vacas marinas fueran marcadas en las dunas. Los juegos consistieron en esta ocasión en saltar sobre el animal, atrapado en la arena y por tanto menos peligroso.
Fue durante el Siglo XIX que dos acontecimientos llevan la corrida landesa a la modernidad. En primer lugar, es la obligación de practicarlo en un lugar delimitado y cerrado, rodeado de gradas, y ya no libremente en la calle como era el caso hasta entonces. La cuerda y el guardián de la cuerda ya existen al final de la Revolución Francesa y es en este espacio limitado de la plaza donde los cursayres interpretan una figura codificada, el paré.
Aparecen a su vez las figuras artísticas de la disciplina aún vigentes hoy :
- La finta fue creada por los hermanos Darracq de Laurède en 1831.
- El hueco es realizado por primera vez por Cizos en 1850.
- El primer salto mortal fue realizado por Charles Kroumir en 1886 en Peyrehorade.

Cabe señalar, además, que en esta época se produjo otra suerte en la corrida, la colocación de lanzas en el cuello de los animales de la plaza que luego son tanto bueyes como vacas o incluso toros. Además, cabe señalar que a lo largo del siglo XIX, este juego gascón se llamaba "corrida de toros". Luego, el 17 y 18 de octubre de 1852, en Magescq, fue la aparición de ganado de origen ibérico, que resultó ser más adecuado que el ganado local para el buen desarrollo de la corrida.
Fue a finales de este mismo siglo cuando los toreros landeses adoptaron el atuendo que aún hoy visten: en esta misma época aparecen el pantalón blanco y el bolero de colores, adornados con lentejuelas doradas o plateadas, así como los sellos al final de los cuernos de los animales más peligrosos.
Muchas arenas se construyeron en los siglos XIX y siglo XX principalmente en los departamentos de Landas, Gers y Gironda en menor medida. Hoy en día, las corridas landesas son numerosas en las Landas y el Gers, donde la temporada se extiende de marzo a octubre, generalmente para las fiestas patronales. Por otro lado, si la práctica continúa en varios cantones de Pirineos Atlánticos e incluso en dos cantones de Altos Pirineos, se ha agotado en Gironda, la plaza de toros de La Teste y Arcachón han sido destruidas, y Burdeos todavía No continuó viva esta tradición hasta el siglo XX. Sin embargo, hay algunos eventos en Floirac, La Brède y Captieux.

## Obra de ficción
La raza landesa fue popularizada fuera de su tierra natal por la novela L'Écarteur de Emmanuel Delbousquet (publicada en 1904 ). Esta obra fue adaptada para la pantalla chica en 1982 por Pierre Neurisse, con Geneviève Fontanel y Jean-Claude Carrière como intérpretes .